# Дубинин, Александр Захарович
Александр Захарович Дубинин (1915 год — 9 апреля 1968 года) — советский геолог. Лауреат Ленинской премии.

## Биография
В 1940 году окончил Азербайджанский политехнический институт.
- 1940—1957 — старший геолог промысла, начальник геологического отдела, главный геолог, заместитель начальника объединения «Куйбышевнефть»;
- 1957—1964 — заместитель начальника Главного геологического управления Куйбышевского СНХ, с 1960 СНХ РСФСР;
- 1964—1965 — начальник отдела нефти и газа Госкомгеологии СССР;
- 1965—1968 — заместитель директора, главный геолог ВНИИ геофизических методов разведки.

Один из первооткрывателей нефти в Куйбышевской области.

## Награды
Лауреат Ленинской премии 1966 года. Награждён орденом Ленина, орденом Трудового Красного Знамени и медалями.